# Республиканская детская клиническая больница (Коми)
Республиканская детская клиническая больница (РДКБ) — государственное учреждение здравоохранения по оказанию медицинской помощи детям.
При больнице, помимо общей специализированной помощи есть отделения скорой неотложной помощи, а также отделения интенсивной терапии и реанимации новорожденных, интенсивной терапии детей старшего возраста и др.
В марте 2011 года при больнице открыто онкогематологическое отделение, в котором созданы условия как для лечения детей (система вентиляции для очистки и обеззараживания воздуха), так и возможность их обучения с педагогами..
15 июня 2011 года глава Республики Коми В.М. Гайзер, после посещения ГУ РБД, выделил больнице сертификат на покупку дополнительного медицинского оборудования на сумму 1,7 миллиона рублей.

## Отделения
- Отделение функциональной диагностики
- Отделение лучевой диагностики
- Отделение хирургии
- Травматологическое отделение
- Отделение физиотерапии
- Отделение нейрохирургии
- Отделение челюстно-лицевой хирургии
- Неврологическое отделение
- Отделение выхаживания недоношенных и патологии новорожденных
- Отделение патологии новорожденных
- Отделение онкогематологии
- Отделение пульмонологии
- Отделение реанимации новорожденных
- Отделение реанимации